# Omphalotropis rubens
Espèce
Omphalotropis rubens est une espèce de mollusque gastéropode endémique de l'île de La Réunion, dans le sud-ouest de l'océan Indien.